# 콩닥콩닥 콩콩
콩닥콩닥 콩콩은 대한민국의 영실업과 대교어린이TV, 일본의 후지TV가 제작한 어린이 율동 프로그램으로, 2007년 3월 중부터 2009년 10월 경까지 시즌3까지 대교어린이TV에서 방영되었다. 콩순이가 탈인형 버전 캐릭터로 등장하는 어린이 방송 프로그램이다.
2010년 10월 이후, 대교어린이tv에서 종영한 이후에는 대만, 홍콩, 북미, 상하이 (중화인민공화국), 인도네시아, 태국, 베트남, 말레이시아, 미얀마, 필리핀 등에서 현지화 버전이 제작 방송 추정되기도 했다